# Rompon
Rompon é uma comuna francesa na região administrativa de Auvérnia-Ródano-Alpes, no departamento de Ardèche. Estende-se por uma área de 22,03 km². Em 2010 a comuna tinha 1 136 habitantes (densidade: 51,6 hab./km²).